# Robert Lippincott
Robert Lippincott es un deportista estadounidense que compitió en vela en la clase Star. Ganó cinco medallas en el Campeonato Mundial de Star entre los años 1944 y 1960.

## Palmarés internacional
| Campeonato Mundial | Campeonato Mundial             | Campeonato Mundial | Campeonato Mundial |
| Año                | Lugar                          | Medalla            | Clase              |
| ------------------ | ------------------------------ | ------------------ | ------------------ |
| 1944               | Lago Míchigan (Estados Unidos) | Medalla de plata   | Star               |
| 1949               | Chicago (Estados Unidos)       | Medalla de plata   | Star               |
| 1950               | Chicago (Estados Unidos)       | Medalla de oro     | Star               |
| 1952               | Cascaes (Portugal)             | Medalla de plata   | Star               |
| 1960               | Río de Janeiro (Brasil)        | Medalla de bronce  | Star               |